# Crystal Lake (banda)
Crystal Lake es una banda de metalcore japonesa procedente de Tokio y fundada en 2002. La banda está compuesta por el vocalista John Robert Centorrino, los guitarristas Yudai Miyamoto y Hisatsugu Taji, el bajista Mitsuru y el baterista Gaku Taura, exmiembro de Nocturnal Bloodlust. Tras la salida de Shinya Hori, Miyamoto es el único miembro de la formación original que permanece en la banda. 
Hasta la fecha han editado cinco discos de estudio, siendo Helix (2018) el más reciente y a pesar de ser una banda de metalcore poseen un sonido variado con influencias de metal progresivo, djent, deathcore, nu metal y rap metal. Actualmente cuentan con un creciente número de fanes por todo el mundo.

## Historia

### Formación y sus primeros lanzamientos (2002-2005)
Crystal Lake se formó en 2002 en Tokio, Japón. Su primer demo Freewill se lanzó en febrero, justo a tiempo para el concierto en Corea, al que fueron invitados por GMC Records. El segundo demo One Word Changes Everything salió en julio, y un EP autoeditado de cuatro canciones, también titulado Freewill, se lanzó en septiembre, con 1000 copias vendidas. En septiembre de 2003, Crystal Lake ofreció cinco conciertos en Japón con la banda australiana Day of Contempt.
De marzo a junio de 2004, realizaron una gira con Loyal to the Grave y Extinguish the Fire. Tras finalizar la gira, lanzaron un álbum compartido titulado Blood of Judas en CD y DVD.
El 29 de abril de 2005, la banda lanzó su segundo álbum compartido con Risen y Unboy, titulado 3 Way Split. También realizaron una gira por Malasia.

### Dimension(2007-2009)
En febrero de 2006, se presentaron en Independence D. El 5 de julio de 2006, la banda lanzó su primer álbum de estudio titulado Dimension a través de Imperium Recordings. Tras el lanzamiento del álbum, realizaron la gira "Dimension Tour" en Japón.
En febrero de 2007, se presentaron en Metal Presentation con la banda australiana I Killed the Prom Queen y Hatebreed en la gira "Hatebreed Japan Tour" en marzo. En noviembre de 2007, participaron en "Taste of Chaos" de Rockstar en Japón.
En mayo de 2008, lanzaron su tercer álbum compartido en CD con la banda japonesa de punk Cleave. En noviembre de 2008, volvieron a actuar en el festival "Taste of Chaos" de Rockstar en Japón.
En enero de 2009, realizaron una gira por Japón con Parkway Drive y Shai Hulud.

### Into the Great Beyondy salida de Nishimura (2010-2011)
El 27 de mayo de 2010, Crystal Lake lanzó la demo gratuita de Endeavor en su página de MySpace. Crystal Lake también anunció a través de MySpace, Twitter, Facebook y YouTube un nuevo video musical, "Twisted Fate", de su próximo segundo álbum de estudio, titulado Into the Great Beyond. El 11 de junio de 2011, el vocalista fundador Kentaro Nishimura dejó la banda.

### Cambios de alineación,The SignyTrue North(2012-2017)
El 24 de marzo de 2012, el baterista original, Yusuke Ishihara, dejó la banda. El 3 de julio, anunciaron a su nuevo vocalista, Ryo Kinoshita, en su página de Facebook con el siguiente comunicado: "Hoy nos complace anunciar la nueva incorporación a la familia Crystal Lake. Denle una cálida bienvenida al nuevo vocalista, Ryo". Al día siguiente, la banda anunció que Gaku Taura sería su telonero en la batería. También anunciaron que lanzarían un nuevo sencillo en verano. El 5 de septiembre, lanzaron dos nuevos sencillos: "The Fire Inside" y "Overcome", mezclados y masterizados por Brian Hood en 456 Recordings.
Del 26 de enero al 1 de febrero de 2013, realizaron una gira con As Blood Runs Black y Confession. En mayo de 2013, realizaron una gira con The Ghost Inside y Continents. Después, compartieron escenario con Emmure y realizaron una gira por Japón en el Sumerian Tour 2013 con Born of Osiris, Upon a Burning Body y Her Name in Blood. Más tarde, en 2013, la banda realizó una gira de apoyo para Coldrain, Her Name in Blood, Crossfaith, Before My Life Fails, SiM y Totalfat.
El 9 de febrero de 2014, tocaron en el Scream Out Fest 2014 con The Devil Wears Prada, Periphery, The Word Alive, Fear and Loathing in Las Vegas y Her Name in Blood en Shinkiba Studio Coast, Tokio. El 12 de abril, tocaron en el Monster Energy Outburn Tour 2014 con Coldrain, Crossfaith y Miss May I en Sapporo.
Más tarde ese mismo año, la banda anunció a través de su página de YouTube que su primer EP titulado Cubes, se lanzaría el 6 de agosto de 2014. El video musical de su nueva canción "Ups & Downs" se lanzó el 28 de julio. El 4 de agosto, se lanzó el video musical de su versión de "Rollin'" de Limp Bizkit. El 6 de agosto, lanzaron el nuevo EP Cubes a través de Cube Records. Cubes debutó en el puesto número 5 de la lista semanal de álbumes indie de Oricon (lista de música japonesa), en el puesto número 45 de la lista semanal de álbumes y en el puesto número 27 de la lista diaria de álbumes.
El 8 de agosto, encabezaron la gira "True North Project Tour", con la colaboración de Infection, Prompts, Sailing Before the Wind, Scarface y Shark Ethic. En septiembre, participaron en la gira "ACROSS THE FUTURE" de Crossfaith junto a We Came as Romans y While She Sleeps. El 25 de octubre, comenzaron su gira "Cubes Tour" 2014 como cabezas de cartel. El 15 de noviembre, actuaron en el Knotfest Japan 2014.
El 3 de agosto de 2015, se anunció que el bajista Yasuyuki Kotaka había decidido dejar la banda debido a su enfermedad.
El 7 de septiembre de 2015, Crystal Lake anunció que había firmado con Artery Recordings en Estados Unidos y JPU Records en el Reino Unido y Europa, y que lanzaría su tercer álbum de estudio The Sign el 7 de octubre de 2015 a través de estos sellos. El 30 de noviembre de 2016, Crystal Lake lanzó su cuarto álbum de estudio True North. Posteriormente, en 2017, lanzaron dos nuevos sencillos: «Apollo» y «Machina».

### Helix(2018-2019)
Crystal Lake lanzó el sencillo y el videoclip de "The Circle" el 6 de agosto de 2018. El lanzamiento de tres canciones de "The Circle" se lanzó el 8 de agosto.
El 28 de noviembre, SharpTone Records anunció la incorporación de Crystal Lake al sello. La banda lanzó un nuevo sencillo y el videoclip de la canción "Aeon". Ese mismo día, la banda lanzó su quinto álbum de estudio Helix exclusivamente en Japón, con un lanzamiento internacional posterior en 2019. En 2019, Crystal Lake teloneó a August Burns Red, Miss May I y Fit for a King en la gira "The Dangerous Tour" por Norteamérica. En marzo, el grupo realizó la gira rusa de Adept como preámbulo. También encabezaron el cartel de la gira "Never Say Die" de 2019 junto a In Hearts Wake, King, Our Hollow Our Home, Polar, Alpha Wolf y Great American Ghost.

### The Voyagesy salidas de Kinoshita y Hori (2020-presente)
El 8 de julio de 2020, la banda lanzó un nuevo sencillo titulado "Watch Me Burn" y su correspondiente video musical. El 9 de julio, un día después del lanzamiento, la banda anunció que el guitarrista rítmico fundador, Shinya Hori, se tomaría un descanso por motivos personales.
El 3 de agosto, la banda relanzó su canción "Into the Great Beyond", de su segundo álbum de estudio homónimo, junto con un video musical. Al mismo tiempo, la banda anunció un álbum con material regrabado de su etapa con Kentaro Nishimura, titulado The Voyages, que se lanzó el 5 de agosto de 2020, y también reveló la portada y la lista de canciones. El 21 de noviembre, la banda anunció oficialmente que el descanso de Hori se convertiría en una salida permanente por "motivos personales".
En julio de 2021, la banda lanzó el sencillo "Curse", acompañado de un video musical oficial de la canción, subido a su canal de YouTube. Junto con el video musical, se anunció que los miembros de gira Gaku Taura y Mitsuru se incorporaron oficialmente a la banda. Además, se incorporó un nuevo guitarrista rítmico, Hisatsugu "TJ" Taji. El 28 de septiembre de 2022, Ryo Kinoshita anunció su salida de la banda, revelando que ha estado lidiando con una enfermedad conocida como trastorno de adaptación, lo que le ha dificultado continuar con el grupo. Esta enfermedad afectó a Kinoshita durante los últimos cinco años, lo que lo llevó a tomar la decisión de retirarse del grupo. El 11 de marzo de 2023, Crystal Lake anunció la incorporación de John Robert Centorrino, exintegrante de The Last Ten Seconds of Life, como su nuevo vocalista a tiempo completo. El 23 de junio, la banda presentó otro sencillo, "Rebirth", y su video musical.

## Miembros

### Actuales
- Yudai Miyamoto - Guitarra solista (2002–presente)
- Gaku Taura - Batería (2021–presente, miembro de apoyo 2012–2021)
- Mitsuru - Bajo (2021–presente, miembro de apoyo 2017–2021)
- Hisatsugu "TJ" Taji - Guitarra rítmica (2021–presente)
- John Robert C. -Voz (2023–presente)

### Miembros de apoyo
- Bitoku Sakamoto - Bajo (2014–2015, 2016–2018)

### Antiguos miembros
- Seiji Nagasawa - Bajo (2002–2007)
- Kentaro Nishimura - Voz (2002–2011)
- Yusuke Ishihara - Batería (2002–2012)
- Yasuyuki Kotaka - Bajo (2007–2015)
- Teruki Takahashi - Bajo (2015–2016)
- Shinya Hori - Guitarra rítmica (2002–2020)
- Ryo Kinoshita - Voz (2012–2022)

## Discografía

### Álbumes de estudio
- Dimension (2006)
- Into the Great Beyond (2010)
- The Sign (2015)
- True North (2016)
- Helix (2018)

### Split
- Blood of Judas (2004, con Extinguish The Fire, Loyal To The Grave)
- 3 Way Split (2005, con Risen, Unboy)
- Crystal Lake/Cleave (2008, con Cleave)
- Eclipse (2018, con Survive Said The Prophet)

### Ep
- Freewill (2003)
- Cubes (2014)

### Sencillos
- The Fire Inside // Overcome (2012)
- Prometheus (2015)
- Apollo (2017)
- The Circle (2018)
- Watch Me Burn (2020)
- Curse (2021)
- Rebirth // Denial (2023)
- DYSTOPIA (2023)
- BlüdGod (2024)
- Chase The Sky (2024)